# Maria Kokoszyńska-Lutmanowa
 Maria Kokoszyńska-Lutmanowa (* 6. Dezember 1905 in Bibrka, Galizien; † 30. Juni 1981 in Breslau, Polen) war eine polnische Philosophin, Logikerin und Hochschullehrerin. Sie gehörte mit Daniela Tennerowna-Gromska, Izydora Dqmbska und Seweryna Luszczewska-Romahnowa zu der dritten Generation der Lemberg-Warschau-Schule (LWS). Sie ist vor allem als Autorin der wichtigen Argumentation gegen den Neopositivismus des Wiener Kreises sowie als eine der Hauptkritikerinnen relativistischer Wahrheitstheorien bekannt.

## Leben und Werk
Kokoszyńska-Lutmanowa studierte von 1923 bis 1928 Philosophie an der Jan-Kazimierz-Universität in Lemberg bei Kazimierz Twardowski, dem Gründer der LWS, und Kazimierz Ajdukiewicz, einem der Hauptvertreter der Schule. Zusätzlich nahm sie an Kursen in Philosophie bei Roman Ingarden und in Mathematik bei Stefan Banach, Stanisław Ruziewicz und Hugo Steinhaus teil. Sie promovierte 1928 bei Twardowski und wurde 1930 Assistentin von Ajdukiewicz.
Am Ende ihres Studiums besuchte Kokoszynska Cambridge und lernte dort den Philosophen Ludwig Wittgenstein kennen. Sie nahm 1934 am 8. Internationalen Kongress für Philosophie in Prag und an den Diskussionen der Vorkonferenz zum 1. Internationalen Kongress für die Einheit der Wissenschaften teil. Von November 1934 bis April 1935 forschte sie mit einem Stipendium in Wien und anschließend vier Monate in Paris. Während ihres Aufenthalts in Paris nahm sie an dem 1. Internationalen Kongress für die Einheit der Wissenschaften teil. In den folgenden Jahren nahm sie auch am 2., 3. und 4. Kongress in Kopenhagen, Paris und Cambridge teil. 1936 traf sie sich auch mit Vertretern des Wiener Kreises auf dem 9. Internationalen Kongress für Philosophie in Paris, für den sie den Aufsatz Sur les elements metaphysiques et empiriques dans la science vorbereitete.
In den 1930er Jahren hielt Kokoszyńska-Lutmanowa Kontakt zu Mitgliedern des Wiener Kreises und wurde zu einer Art Bindeglied zwischen polnischen Logikern und der Wiener Gruppe. In Polen präsentierte sie die Ansichten von Mitgliedern des Wiener Kreises. In Wien betonte sie die Ergebnisse ihrer polnischen Kollegen.
1932 heiratete sie den Rechtsanwalt, Historiker und Journalisten Roman Lutman und benutzte den Namen Kokoszynska-Lutmanowa, Lutman oder Lutman-Kokoszynska. Sie lebte mit ihrem Mann von 1936 bis 1939 und von 1945 bis 1947 größtenteils in Katowice. Während des Zweiten Weltkrieges arbeitete sie in Lemberg als Sekretärin bei einer örtlichen Versicherungsgesellschaft. 1947 zog sie mit ihrem Mann nach Breslau und habilitierte sie sich an der Universität in Posen mit der Dissertation: W sprawie wzgl˛edności i bezwzgl˛edności prawdy (Über die Relativität und Absolutheit der Wahrheit). Im folgenden Jahr begann sie an der Universität Breslau zu arbeiten, wohin sie von Henryk Mehlberg eingeladen worden war, der für kurze Zeit den Lehrstuhl für Logik in Breslau hatte. 1951 wurde sie dort ordentliche Professorin.
Von 1950 bis 1976 hatte Kokoszyńska-Lutmanowa den Lehrstuhl für Logik und Wissenschaftsmethodik an der Universität Breslau und organisierte dort Lehre und Forschung in Logik und Wissenschaftsphilosophie. Von 1951 bis 1954 war sie Dekanin der Fakultät für Philosophie und von 1955 bis 1958 Rektorin der Universität Breslau.
Zu ihren Doktoranden gehörte 1952 Tadeusz Kubinski, 1960 Witold A. Pogorzelski und 1962 Ryszard Wojcicki.

## Forschung
Kokoszynska forschte in den Gebieten Sprachtheorie und Wissenschaftsmethodik. Im Bereich der Semantik lieferte sie eine Analyse zu Satzfunktionen, zum Begriff der Analytizität und zum Begriff der Wahrheit. Sie ist dafür bekannt, dass sie schon früh die philosophische Bedeutung von Alfred Tarskis Wahrheitsdefinition für formale Sprachen erkannte. Sie entwickelte Tarskis Ergebnisse in der Semantik und half, sie bekannt zu machen.
Im Bereich der Wissenschaftsmethodik konzentrierte sie sich auf die Unterscheidung zwischen deduktiven und nicht-deduktiven Wissenschaften, die Idee der Einheit der Wissenschaften und auf den Stellenwert der Metaphysik.

## Veröffentlichungen (Auswahl)
- Über den absoluten Wahrheitsbegriff und einige andere semantische Begriffe. Erkenntnis 6 (1), 1936, S. 143–165.
- Bemerkungen über die Einheitswissenschaft. Erkenntnis 7 (1), 1937, S. 325–335.
- Wprowadzanie Implikacji Na Kursach Logiki Usługowej. Studia Logica 26 (1), 1970, S. 139–145.
- Definitionen im engeren und weiteren Sinne. Deutsche Zeitschrift für Philosophie 24 (12), 1976, S. 1478.